# Carretera La Paz-Oruro
La Autovía La Paz-Oruro, Autovía 1 o Doble vía La Paz-Oruro es una vía rápida boliviana con calzada dividida de 212 km de longitud. Está construida siguiendo el trazado de las antiguas Ruta 1 y Ruta 4.

## Características
Se extiende desde el empalme con las avenidas Versalles y 6 de Marzo en el distrito alteño de Senkata. Se encuentra en superposición en un trayecto de unos 100 km con la Ruta Nacional 4 desde Patacamaya hasta la localidad de Caracollo. Culmina su trayecto en la Rotonda del Casco Minero en la ciudad de Oruro, donde también confluyen la Circunvalación de Oruro y la Avenida Tomás Barrón.
La A-1 pertenece al Estado y posee varias  estaciones de peaje siendo las más importantes las que se encuentran a la entrada de las ciudades de El Alto y Oruro. Cuenta con más de 10 estaciones de servicio y teléfonos fijos para comunicaciones de emergencia.
Es una de las carreteras con mayor caudal de tráfico del país especialmente en época de carnaval ya que une la sede de gobierno de Bolivia con la ciudad de Oruro  y, a través de otras rutas nacionales, diferentes destinos turísticos de los departamentos colindantes.
No todas las intersecciones de caminos con la autovía son cruces a nivel, teniendo distribuidores en trébol, retornos a desnivel y circunvalaciones. Sin embargo, también posee cruces a nivel a su paso por poblaciones de muy reducido tamaño impidiendo de esta manera ser clasificada como autopista.

## Localidades
Las ciudades y pueblos por los que pasa esta ruta son las siguientes:

#### La Paz
- km 0: El Alto (La Paz) (1.613.457 hab.)
- Km 35: Achica Arriba (1.105 hab)
- Km 40: San Antonio de Senkata (1.339 hab.)
- Km 54: Calamarca (1.417 hab.)
- Km 66: Tolar (237 hab.)
- Km 78: Ayo Ayo (698 hab.)
- km 98: Patacamaya (11.249 hab.)
- km 119: Sica Sica (3.086 hab.)
- km 125: Lahuachaca (5.874 hab.)
- Km 137: Colpapucho Belén (620 hab.)
- km 144: Konani (901 hab.)
- Km 155: Panduro (894 hab.)

#### Oruro
- Km 165: Vila Vila (464 hab.)
- km 173: Kemalla (428 hab.)
- km 188: Caracollo (5.356 hab.)
- km 229: Oruro (264.683 hab.)